# Usługi

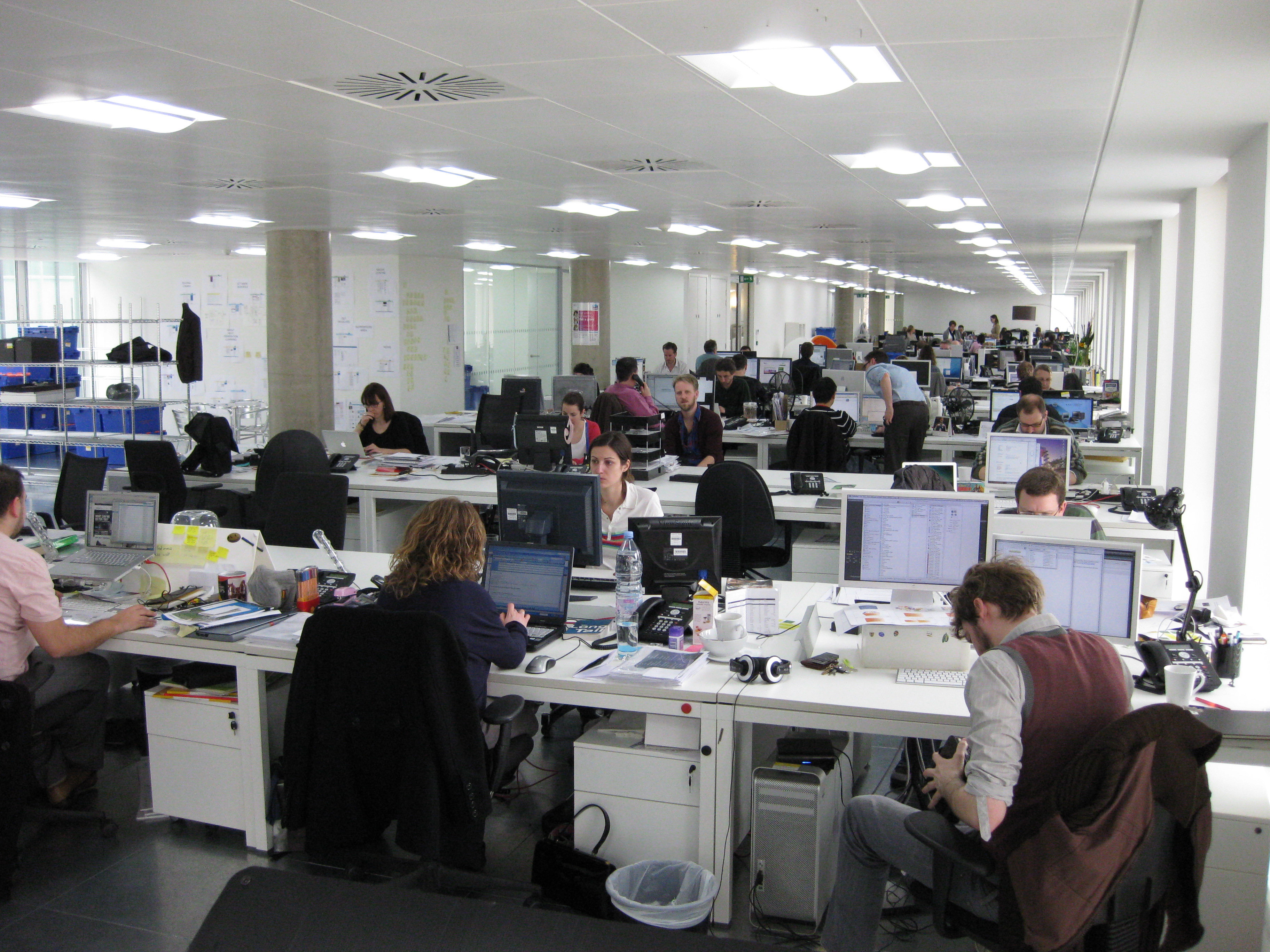
Pracownicy w biurze

Usługi – działalność gospodarcza o charakterze nieprodukcyjnym, stanowiąca trzeci sektor gospodarki. Polega na działaniach podejmowanych w celu dostarczenia określonych korzyści lub zaspokojenia potrzeb.
Obejmują następujące działy gospodarki: transport, łączność, handel, gospodarkę komunalną, ochronę zdrowia, oświatę, administrację, wymiar sprawiedliwości, instytucje finansowe i ubezpieczeniowe oraz pozostałe, np. fryzjerstwo.
Usługi w sensie gospodarczym są użytecznym procesem niematerialnym, który wytwarza praca ludzka w procesie produkcji poprzez oddziaływanie na strukturę określonego obiektu. Usługi mogą obejmować czynności niematerialne, jak porada techniczna, reprezentowanie kogoś przed urzędem czy sądem (usługa prawna) lub materialne, jak wykonawstwo konkretnych przedmiotów, np. dokumentów.

## Pojęcie
Termin usługi, wywodzący się z teorii ekonomicznych oznacza wszelkie czynności pożyteczne związane z pracą nieprodukcyjną, w odróżnieniu od czynności prowadzących do produkcji dóbr materialnych. Pogląd przeciwstawiający usługi określane jako działalność o charakterze niematerialnym od aktywności produkcyjnej posiadającej konkretne, materialne skutki czy efekty został przyjęty na gruncie nauk społecznych. W literaturze pojęcie usług społecznych stosuje się zamiennie z pojęciem usług niematerialnych.
Mówiąc o niematerialnym charakterze usług społecznych, należy pamiętać o rozgraniczeniu usługi od materialnego narzędzia jej świadczenia (np.: szpital i opieka zdrowotna, szkoła i edukacja). Rozróżnienie to wskazuje na dwa zasadnicze poziomy analizy zjawiska świadczenia i konsumpcji usług społecznych:
- poziom analizy infrastruktury usług – w tym ujęciu uwaga badacza skupia się na materialno–kadrowej bazie instytucji świadczących usługi społeczne,
- ogląd funkcjonowania infrastruktury usług, tzn. analiza procesu zaspokajania potrzeb społecznych.

Pod pojęciem usług społecznych przyjęło się rozumieć działalność społecznie użyteczną nakierowaną wprost na człowieka, zarówno na jego potrzeby materialne, jak i duchowe. Efektem świadczenia usług społecznych nie są bezpośrednio majątkowe, fizyczne wartości użytkowe. Rezultat tak określonej działalności ma zatem charakter niematerialny i może nim być np.: wiedza, kwalifikacje zawodowe, informacja, porada, przeżycia, poprawa wyglądu, zdrowia, samopoczucia, satysfakcja, odprężenie psychiczne, poczucie bezpieczeństwa.
- O. Lange (1967) – uważał, że usługi to czynności związane z zaspokojeniem potrzeb ludzkich, nie służą one do bezpośredniej produkcji dóbr materialnych.
- Cz. Niewadzi (1975) – uważa, iż usługi są to czynności zaspokajające potrzeby ludzkie.
- K. Polarczyk (1971) – przyjmuje, że usługi to praca wytwórcza.
- J.B. Queen (1988) – usługi to „przedmiot wymiany między ludźmi, którego nie można sobie upuścić na nogi”.
- J. Chmielewski (2001) – usługi to trzeci wyodrębniający się sektor aktywności gospodarczej. Celem usług jest zaspokajanie rosnących materialnych i niematerialnych potrzeb.

## Podział usług
Podział usług według Europejskiej Klasyfikacji Działalności:
- Usługi dla konsumentów:
  - materialne
    - handel i naprawy
    - hotele i restauracje
    - transport pasażerski i łączność
    - usługi osobiste
    - działalność komunalna

  - niematerialne
    - edukacja
    - ochrona zdrowia i opieka społeczna
    - działalność związana z rekreacją, kulturą i sportem
- Usługi dla producentów i biznesu:
  - transport i gospodarka magazynowa
  - pośrednictwo finansowe
  - obsługa nieruchomości
  - wynajem maszyn i sprzętu
  - informatyka i działalność pokrewna
  - prowadzenie prac badawczo-rozwojowych
  - pozostała działalność związana z prowadzeniem biznesu
- Usługi ogólnospołeczne:
  - administracja publiczna i obrona narodowa
  - działalność organizacji członkowskich
  - organizacje i zespoły narodowe

Według Polskiej Klasyfikacji Wyrobów i Usług usługi dzielą się na:
- usługi produkcyjne – czynności będące współdziałaniem w procesie produkcji, ale nietworzące bezpośrednio nowych dóbr, wykonywane przez jedną jednostkę gospodarczą na zlecenie innej jednostki gospodarczej,
- usługi konsumpcyjne – wszelkie czynności związane bezpośrednio lub pośrednio z zaspokojeniem potrzeb ludności,
- usługi ogólnospołeczne – czynności zaspokajające potrzeby porządkowo-organizacyjne gospodarki narodowej i społeczeństwa jako całości.

## Geografia usług
Geografia usług to część geografii społeczno-ekonomicznej, zajmująca się rozmieszczeniem działalności usługowej. Usługi rozpatruje się z punktu ich znaczenia w gospodarce, wpływu na kształtowanie się sieci osadniczej i zaspokojenia potrzeb ludzkich.